# Miyū Sawai
Pour les articles homonymes, voir Sawai (homonymie).
Miyū Sawai (沢井美優, Sawai Miyū), née le 23 octobre 1987 à Kanagawa (Japon), est une chanteuse, actrice et idole japonaise. Elle interprète notamment le rôle de Usagi Tsukino (Sailor Moon) dans la série live Pretty Guardian Sailor Moon, de 2003 à 2005.

## Filmographie

### Cinéma
- 2005 : Fullmetal Alchemist: Conqueror of Shamballa - dans le rôle de Noah.
- 2005 : Chain 2 - film horreur.
- 2007 : Otoshimono - film court métrage horreur.

### Série télévisée
- 2003/2005 : Pretty Guardian Sailor Moon - Séries TV live action. dans le rôle de Usagi Tsukino/Sailor Moon/Princesse Sérenity.
- 2003 : Kids War 5 - dans le rôle de Yôko Kimura.

### DVD
- 2004/2005 : Pretty Guardian Sailor Moon - volume 1 à 12.
- 2004 : Pretty Guardian Sailor Moon: Kirari Super Live
- 2004 : Pretty Guardian Sailor Moon: Act Special
- 2004 : Pretty Guardian Sailor Moon: Act Zero

## Photobooks
- Myu
- Kiss